# MASSIVE (software)
MASSIVE (Multiple Agent Simulation System in Virtual Environment) es un paquete de software de alta gama de animación por ordenador e inteligencia artificial utilizado para la generación de efectos visuales de cine y televisión relacionados con multitudes.

## Información general
Massive es un paquete de software desarrollado por Stephen Regelous para la industria de efectos visuales. Su característica estrella es la capacidad de generar de forma rápida y sencilla miles - o millones - de agentes que actúan todos como individuos. A través del uso de lógica difusa, el software permite a cada agente responder individualmente a su entorno, incluyendo otros agentes. Estas reacciones afectan el comportamiento del agente, cambiando su manera de actuar mediante el control de clips de animación pregrabados, por ejemplo mezclando estos vídeos, para crear personajes que se mueven, actúan y reaccionan con realismo. Estos clips de animación pregrabados pueden provenir de sesiones de captura de movimientos, o pueden ser animados a mano con otros paquetes de software de animación 3D.
Además de las habilidades de inteligencia artificial de Massive, hay muchas otras funciones, incluida la simulación de telas, la dinámica de cuerpos rígidos y la renderización por hardware basada en la unidad de procesamiento gráfico (GPU). Massive Software también ha creado varios agentes pre-construidos listos para realizar ciertas tareas, tales como agentes de espectadores en estadios, agentes violentos y agentes simples que caminan y hablan unos con otros.

## Historia
Massive fue desarrollado originalmente en Wellington, Nueva Zelanda. Peter Jackson requería un software que permitiese a ejércitos de cientos de miles de soldados combatir, un problema que no se había resuelto en el cine antes. Regelous creó Massive para permitir a Weta Digital crear muchos de los efectos visuales ganadores de premios, en particular las secuencias de batalla, para la trilogía cinematográfica de El Señor de los Anillos. Desde entonces, se ha convertido en un producto completo y ha sido licenciado por muchas otras casas de efectos visuales.

## En producción
Massive ha sido utilizado en muchas producciones, tanto anuncios como películas de largo metraje, de pequeña y gran escala.
Algunos ejemplos significativos son:
- El Señor de los Anillos
- Avatar
- The Chronicles of Narnia: The Lion, the Witch and the Wardrobe
- King Kong (Jackson 2005)
- Flags of our Fathers
- Carlton Draught: Big Ad
- Mountain, un anuncio de televisión de la consola PlayStation 2
- Yo, robot
- Category 7: The End of the World
- Blades of Glory
- Eragon
- Happy Feet
- 300
- The Ant Bully
- Buffy ("Chosen")
- Doctor Who ("Partners in Crime")
- Changeling
- Speed Racer
- WALL·E
- Up
- El secreto de sus ojos

## Socios para la Educación
- América
  - Ringling School Of Art & Design - Sarasota, FL http://www.ringling.edu/
  - Savannah College Of Art & Design - Savannah, GA http://www.scad.edu/
  - Gnomon School Of Visual Effects - Hollywood, CA http://www.gnomonschool.com/ Archivado el 2 de junio de 2011 en Wayback Machine.
  - USC School of Cinematic Arts - Los Angeles, CA https://web.archive.org/web/20110203121356/http://www-cntv.usc.edu/
  - Coastal Carolina University - Conway, SC http://www.coastal.edu/
  - Drexel University - Philadelphia, PA http://www.drexel.edu/

- Europa
  - Bournemouth University - Dorset, United Kingdom National Centre for Computer Animation http://ncca.bournemouth.ac.uk/
  - University of Teesside - Middlesbrough, United Kingdom School of Computing https://web.archive.org/web/20110716210259/http://www-scm.tees.ac.uk/

- Asia y el Pacífico
  - Media Design School - Auckland, New Zealand https://web.archive.org/web/20100413235326/http://www.mediadesign.school.nz/
  - Kasetsart University - Chatuchak, Bangkok https://web.archive.org/web/20100609042108/http://www.ku.ac.th/aboutku/english/

- Datos: Q568723